# Sabine Unger
Sabine Unger (* 1960 in Karl-Marx-Stadt) ist eine deutsche Schauspielerin.

## Leben
Sabine Unger studierte nach dem Abitur vier Jahre lang an der Filmuniversität Babelsberg und spielte von 1980 bis 1983 am Deutschen Theater in Berlin. Bereits 1982 trat sie ein mehrjähriges Engagement am Potsdamer Hans Otto Theater an. Seit 1993 einige Zeit freischaffend tätig, arbeitete Unger unter anderem am Brandenburger Theater, bis sie von 1996 bis 2000 nach Altenburg ging. Die nächste Station ihrer Theaterlaufbahn war von 2000 bis 2010 das Schleswig-Holsteinische Landestheater, wo sie 2008 den jährlich vergebenen Theaterpreis der Theaterfreunde Schleswig erhielt.  Seit 2010 ist sie am Theater in Heilbronn engagiert.
Am Landestheater Schleswig-Holstein war Unger unter anderem in einer Musicalfassung von Ephraim Kishons Komödie Es war die Nachtigall, sowie als Nawal in Wajdi Mouawads Stück Verbrennungen zu sehen, eine Figur, die sie auch in Heilbronn verkörperte. Weitere Rollen hatte sie dort beispielsweise in Maxim Gorkis Drama Wassa Schelesnowa und Charleys Tante von Brandon Thomas.
In den 1980er-Jahren stand Unger gelegentlich vor der Kamera und wirkte in einigen Produktionen des Fernsehens der DDR mit. Als Synchronsprecherin lieh sie unter anderem Máire O’Neill in einer neueren Synchronfassung des Films Der grüne Finger nach einem Hörspiel von Francis Durbridge ihre Stimme.

## Filmografie
- 1982: Der lange Ritt zur Schule
- 1983: Wiesenpieper
- 1985: Der Haifischfütterer
- 1985: Polizeiruf 110 – Verlockung
- 1986: Treffpunkt Flughafen – Italienisches Zimmer – Afrikanische Nacht
- 1986: Je t’aime, chérie
- 1988: Schauspielereien – Leben und leben lassen
- 1988: Präriejäger in Mexiko